# Chris Morgan
Chris Morgan (Killeen, ...) è un ex giocatore di football americano e allenatore di football americano statunitense dei Denver Broncos della NFL.

## Carriera universitaria
Giocò con i Colorado Buffaloes nella Pac-10 ora Pac-12 della NCAA.

## Carriera professionistica come allenatore
Nel 2009 iniziò la sua carriera NFL con gli Oakland Raiders come assistente della offensive line fino al 2010.
L'8 febbraio 2011 firmò con i Washington Redskins per lo stesso ruolo.
Nel 2014 dopo l'esperienza a Washington firmò con i Seattle Seahawks.
Nel 2015 firmò con gli Atlanta Falcons come allenatore della Linea offensiva, ruolo ricoperto fino al 2020.
Nel 2021 Morgan tornò nel ruolo di assistente ai Pittsburgh Steelers.
Dal 2022 al 2024 venne assunto dai Chicago Bears come nuovo allenatore della linea offensiva e coordinatore del running game.
Dal 2025 è assistente della linea offensiva ai Denver Broncos.